# Schroders
Schroders plc er en britisk multinational formueforvaltningsvirksomhed, der er baseret i London. De har over 6.000 ansatte og aktiver for 726,1 mia. pund under forvaltning (2023)..
Schroders har sit navn efter Schröder-familien, en prominent hanseatisk familie fra Hamborg. Schröder-familien ejer på forskelligvis 47,93 % af virksomheden.
Schroders' historie begyndte i 1804 da Johann Heinrich Schröder (John Henry) blev partner i J.F. Schröder & Co, hans brors London-baserede firma, Johann Friedrich (John Frederick), etableret i 1800.